# Informační blokáda

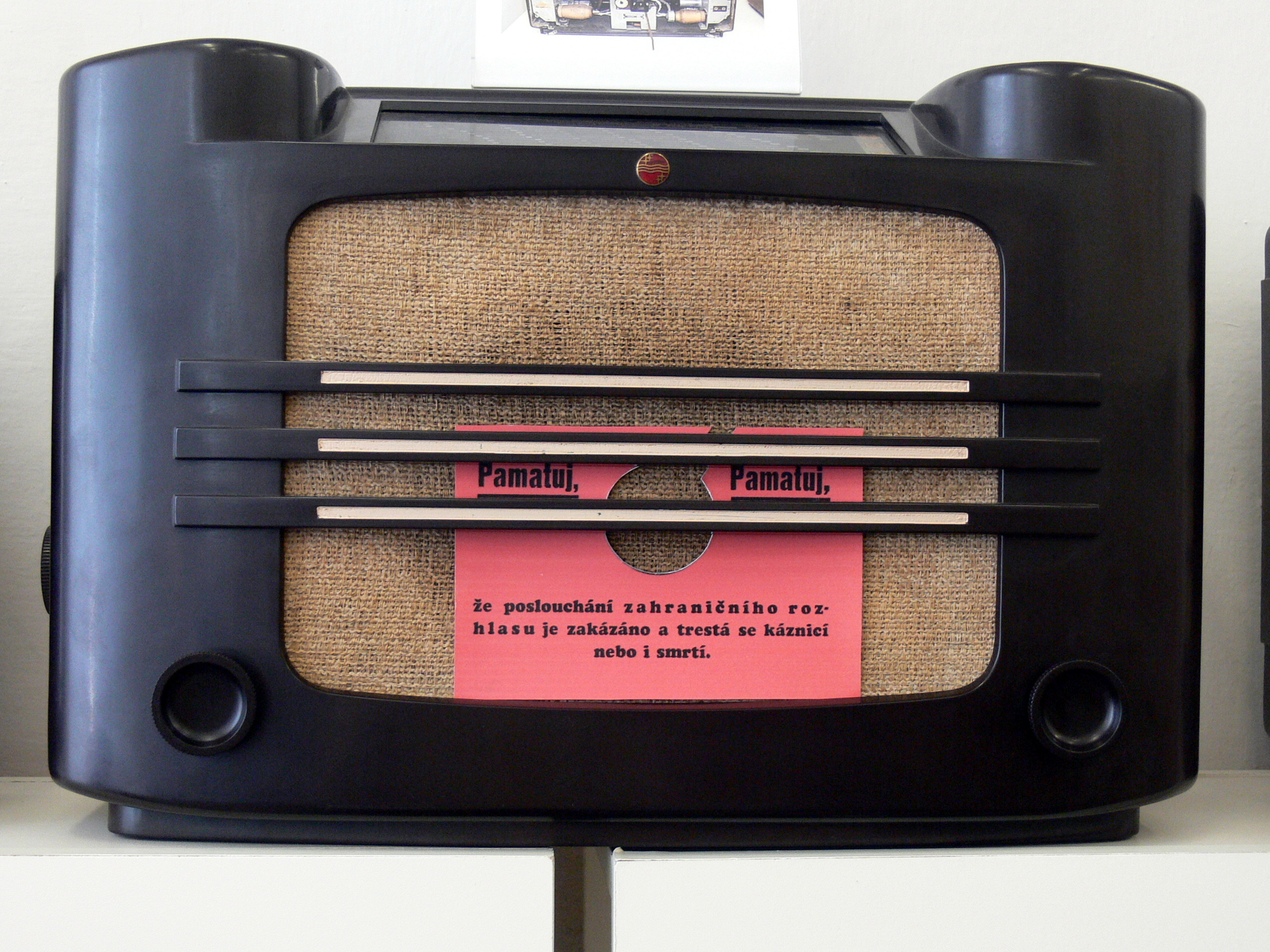
Hrozba trestu za poslech nežadoucích zdrojů informací povinně umístěna na přijímači, Protektorát Čechy a Morava

Informační blokáda je označení pro činnosti, které mají za cíl zastavit nežádoucí informační toky. V případě vojenského vymezení jde o jeden z typů informační války.

## Praktické využití
Subjekt, který tuto blokádu realizuje, se obvykle snaží zastavit tok nežádoucích informací, které mohou být předávány v různých podobách (elektronicky, tištěné nebo psané materiály, osobní kontakt apod.). V praxi se jedná např. o blokování příjmu televizního nebo rádiového vysílání, blokování přístupu k internetovým zdrojům, zákazem dovozu nebo předávání nežádoucích tiskových materiálů, používání cenzury informačních zdrojů apod. K dosažení takového cíle mohou být využity i formy psychologického nátlaku – např. v podobě hrozby trestů za využívání nežádoucích informačních zdrojů.